# 카비레이크
카비레이크(Kaby Lake)는 스카이레이크 마이크로아키텍처의 후속으로 출시된 14 nm 프로세서의 인텔의 코드 명이다. 이는 인텔 틱-톡 전략에서 스카이레이크에 이은 또 하나의 '톡'(세미 톡)이다. 후속작으로 '틱'에 해당되는 10 nm의 캐논레이크가 예정되어 있으나, 2015년 7월 16일의 발표에서 2017년 2/4분기까지로 일정이 연기되었으나 2016년 10월, 2017년 1월에 각각 출시되었다. 2017년. AMD의 새로운 CPU인 라이젠과 경쟁하고 있다.
하지만 카비레이크가 공개되며 기존의 '틱-톡'전략에서 P(Process, 미세화)-A(Architecture, 아키텍처 변경)-O(Optimization, 최적화) 전략으로 변경하였다. 카비레이크가 O에 해당되는 프로세서이다.

## 특징
카비레이크는 기본적으로 USB 3.1 을 지원할 예정이다. 스카이레이크 마더보드는 USB 3.1 포트를 지원하려면 제3사의 부가 칩이 필요하다. 카비레이크는 또한 3차원 컴퓨터 그래픽과 4K 해상도 재생 성능을 향상시키기 위한 새로운 그래픽 시스템 구조의 특징을 갖는다.
2016년 1월, 마이크로소프트는 카비레이크 프로세서에서는 윈도우 10만 윈도우 플랫폼으로 100% 지원된다고 발표했다.

## 제품 사양
- 14 nm 제조 공정
- 200 시리즈 칩셋 (Union Point)
- 열 설계 전력(TDP) 최대 95 W (LGA 1151)
- UniDIMM SO-DIMM 폼 팩터를 이용한 DDR3 SDRAM 및 DDR4 SDRAM 지원
- 주력 기종 기본 사양으로 4개 코어
- 인텔 Optane 기술 지원
- 완전 고정 함수 HEVC 메인10/10비트 디코딩 가속 & VP9 10비트 디코딩 가속

## 호환성
2016년 1월 15일, 마이크로소프트는 윈도우 10이 카비레이크 프로세서를 100% 지원하는 유일한 윈도우 플랫폼이 될 것이라고 발표하였다.

## 같이 보기
- 인텔 마이크로프로세서 목록
- 스카이레이크 (마이크로아키텍처)
- 라이젠